# Manuel Tuñón de Lara
Manuel Tuñón de Lara (Madrid, 8 de setembre de 1915— Lejona, 25 de gener de 1997) fou un historiador espanyol. Es llicencià en Dret en la Universitat de Madrid el 1936. El 1932 s'afilià a les Joventuts Comunistes, i fou director de l'Escola de Quadres de les Juventudes Socialistas Unificadas des del 1937. En acabar la guerra civil espanyola fou internat en un camp de concentració.
El 1946 s'exilià a París a causa de la persecució que patia per ser membre del Consell Rector de la Unión de Intelectuales Libres. Allí acabà els estudis d'Història. En aquest període també publica nombrosos articles en premsa vinculada als partits comunistes de diversos països.
El 1964 s'inicia la seva etapa com a professor i catedràtic d'Història d'Espanya i de la Literatura Espanyola a la Universitat de Pau, on des de 1970 a 1980 fou l'organitzador dels Col·loquis d'Història Contemporània d'Espanya, que impulsaren els estudis d'Història Social i que constituïren un punt de trobada i debat on hi anaven molts estudiosos de diverses universitats espanyoles.
A la mort de Francisco Franco, tornà a Espanya i continuà la seva activitat docent com a professor a la Universitat de les Illes Balears i a la Universitat del País Basc. L'obra de Tuñón de Lara ha estat fonamental per a la revisió de la historiografia franquista i per estudiar el moviment obrer,

## Obres
- Espagne (1955)
- From Incas to Indios (1956)
- Variaciones del nivel de vida en España (1965)
- Introducción a la historia del movimiento obrero (1965)
- La España del siglo XX (1965)
- La España del siglo XIX (1974)
- Estudios sobre el siglo XIX (1971)
- El movimiento obrero en la historia de España (1962)
- La Segunda República (1976)
- España bajo la dictadura franquista (1980)
- Tres claves para la Segunda República (1985)
- Historia de España (director) (1988)
- Comunicación y cultura durante la II República y la Guerra Civil (1990)